# VAC Boedapest
VAC Boedapest (voluit Vívó és Atlétikai Club Budapest) was een joodse sportclub uit de Hongaarse hoofdstad Boedapest die bestond van 1906 tot 1939. 
In de beginjaren was de club voornamelijke actief in schermen en atletiek. In de jaren twintig werd dit uitgebreid met voetbal, zwemmen, waterpolo en boksen. Later werd het aanbod nog met tafeltennis, worstelen, basketbal en tennis uitgebreid. 
In 1921/22 trad de voetbalafdeling aan in de Hongaarse hoogste klasse en werd gedeeld zesde met Vasas. Ook de volgende seizoenen eindigde de club in de middenmoot en in 1926 werd de tiende plaats op twaalf bereikt. Hierna zou de club nooit meer op het hoogste niveau aantreden. De beste notering was een vijfde plaats in 1924. In deze tijd speelden drie Hongaarse internationals voor de club.
In 1939 werd de club ontbonden door de nationaalsocialisten.
In 1989 werd Maccabi VAC Boedapest opgericht in navolging van de oude club.